# Parageaya corderoi
Parageaya corderoi is een hooiwagen uit de familie Sclerosomatidae.